# Satovcea
Satovcea (în bulgară Сатовча) este un sat în Obștina Satovcea, Regiunea Blagoevgrad, Bulgaria.

## Demografie
Componența etnică a satului Satovcea
     Turci (1,33%)
     Nicio identificare (20,47%)
     Bulgari (68,62%)
     Romi (9,05%)
     Altele (0,51%)
La recensământul din 2011, populația satului Satovcea era de 1.944 locuitori. Din punct de vedere etnic, majoritatea locuitorilor (68,62%) erau bulgari, existând și minorități de romi (9,05%) și turci (1,33%). Pentru 20,47% din locuitori nu este cunoscută apartenența etnică.